# Диаграма на насоченост
Диаграма на насоченост на антената (ДН) се нарича графичното изображение на нейната характеристика на насоченост (ХН) – функция {\displaystyle f(\varphi ,\theta )}, която определя изменението на амплитудата на напрегнатостта на полето, създавано от антената, в равно отдалечени точки от излъчвателя във всички посоки φ и θ, т. е. по повърхността на сфера с център излъчвателя. Посоките на наблюдение се отчитат най-често в градуси от нулевите посоки: азимутът φ от север, а ъгълът на място (наричан още зенитен ъгъл, полярен ъгъл или инклинация) – от вертикалната посока (зенит). Тъй като на различно разстояние от излъчвателя (различен радиус на сферата) амплитудата на полето е различна, използва се нормирана ХН – всички стойности на измереното поле се разделят на максималната. Така стойностите на нормираната ДН не надвишават единица {\displaystyle 0\leq F(\varphi ,\theta )\leq 1} (съответно нула в логаритмичен мащаб). В пространството тя представлява тримерно изображение, което показва разпределението на полето. Двете взаимно перпендикулярни сечения на това пространствено тяло представляват ДН в хоризонтална и вертикална равнина {\displaystyle F(\varphi )} и {\displaystyle F(\theta )}, наречени азимутална и ъгломестна.
Диаграмите на насоченост на антената в режим на предаване и приемане са еднакви.
Понятието „диаграма на насоченост“ е приложимо и за други устройства, които излъчват сигнали от различно естество, като акустични системи.

## Структура
Равнинните ДН могат да се изобразяват:
1. в полярна координатна система: ъгъл, определящ посоката на наблюдение φ или θ и радиус-вектор, определящ амплитудата на полето или мощността в тази посока;
2. в правоъгълна координатна система: по абцисната ос – ъгълът, определящ посоката на наблюдение, а по ординатната (в линеен или логаритмичен мащаб) – амплитудата на полето или мощността в тази посока.

Диаграмата на насоченост е съставена от главен лист и странични листи. Главният лист обхваща сектора, в който е основното излъчване. Обикновено средата му е посоката на максимално излъчване (приемане) и се нарича посока на главния максимум на ДН. В краищата на сектора полето става равно на нула и започват сектори на странични излъчвания (приемания), наречени странични листи на ДН. Страничният лист, който е в противоположна посока на главния (на 180°) се нарича заден лист. Между листите в ДН са посоките на нулево излъчване (приемане).
Ширина на ДН се нарича ъгълът между посоките, в които амплитудата на полето или мощността спада до определено ниво спрямо посоката на максимално излъчване: 0,5 от максималната мощност, което съответства на 0,707 от максималната напрегнатост на полето или 0. Краищата на ъгъла, определящ ширината на ДН, пресичат главния лист на ниво 0,5Рmax (0,707Еmax). При използване на логаритмичен мащаб това съответства на ниво –3 dB. Краищата на ъгъла, определящ ширината на ДН на нулево ниво, са допирателни на главния лист.

## Видове диаграми на насоченост
- тороидална – в едната равнина е ненасочена (окръжност), а в другата е слабонасочена (осморка). Има формата на тороид.
- игловидна – има приблизително еднаква ширина в хоризонтална и вертикална равнина.
- ветрилообразна (веерна) – с голяма разлика в ширините в хоризонтална и вертикална равнина. Има формата на ветрило.

- със специален профил
  - косекансна – ДН във вертикална равнина зависи от косеканса на ъгъла, определящ посоката.
  - многолистова – съставена е от много главни листи с еднаква амплитуда на полето.